# Ном (Древний Египет)
Ном, номос (др.-греч. νομός, лат. nomus) — греческое и римское название административной единицы в Древнем Египте, утвердившееся с эллинистического периода и также применяемое в науке к более древним эпохам истории Египта, когда области государства носили название септ, спат, сепат (транслит. егип. spt, sp3t; копт. ⲥⲉⲡⲁⲑ).

## Название
Древнеегипетское название нома — септ, транслитерируется как spt — спт, для удобства между согласными вставляется буква «е». В текстах пирамид звука «а» ещё не было, поэтому наиболее раннее произношение — спт, а позднее — спат, сепат (sp3t). Устаревшее прочтение, от которого современные египтологи отказались, — джатт (ḏ3tt). Варианты иероглифического написания названия:
| N24 |

| N24 |

| Aa8 · X1 · Z1 |

| Aa8 · X1 · Z1 |

| N24 · X1 · Z1 |

| N24 · X1 · Z1 |

| N24 · X1 · O49 |

| N24 · X1 · O49 |

Греческое название — «номос» (др.-греч. νομός) впервые встречается у Геродота, и в данном контексте означает «округ», «область», произведённое от другого значения — «пастбище», «обиталище». Римляне, помимо «номус» (лат. nomus), иногда называли эти административные единицы латинским словом «префектура» или «префектура города» (лат. praefecturae oppidorum), например у Плиния в «Естественной истории».

## Количество
Доподлинно неизвестно, при каком из царей I—II династии была введена административная номовая система, но, по имеющимся сведениям, она уже существовала к началу правления III династии. Количество и площадь номов не были постоянными:
- 37 номов — 22 в Верхнем и 15 в Нижнем Египте — называются в период Древнего царства (XXVIII — XXII вв. до н. э.) в списках храмов фараонов Снофру (IV династия) и Ниусерра (V династия)[1].
- 42 нома — 22 в Верхнем и 20 в Нижнем Египте — называются в период Нового царства (XVI—XI вв. до н. э.), 42 бога на суде Осириса в 125-й главе «Книги мертвых» соответствовали 42-м номам[1].
- 36 номов — 10 в Фиваиде (Верхний Египет), 10 в Дельте (Нижний Египет), 16 в Гептаномиде (Средний Египет) — такое число приводит Страбон, но сразу же оговаривается: «…что по словам некоторых писателей, всех номов было столько, сколько зал в Лабиринте; число же их меньше 36…»
- 42 нома (иногда 44) — в списках греко-римского Египта, административная система усложняется, происходит более мелкое дробление областей, были образованы новые номы, а старые переименованы или получили соответствующие греческие, а позже римские названия.

## Особенности в различные периоды

### Династический период
Возникновение. По господствовавшей в египтологии до 1970-х годов теории, номы — это первые примитивные государства в Древнем Египте, ставшие позже административными единицами объединённой страны. Сегодня некоторые исследователи связывают возникновение номов с административными преобразованиями раннединастического времени (Е. Мартин-Пардей и др.).
Каждый ном имел свои установленные границы, политический и религиозный центр, войско, богов-покровителей и символ-герб. Также одной из главных причин централизации в административных областях была необходимость обеспечения функционирования единой ирригационной системы.
Прочие территории. Термином «септ» древние египтяне обозначали административную территорию, которая в свою очередь подразделялась на различные угодья и владения — одно из них — «у», небольшая область в рамках септа. По поздним текстам известен термин gs-pr — территория применительно к владениям храмов.
| G43 | N21 · Z1 |

| Aa13 · O1 · Z1 |

| O49 |

### Эллинистический период
Территориальные нововведения. При Птолемеях административная система Египта была модернизирована в соответствии с интересами греко-македонской знати на основе уходящих в глубокую древность прежних территориальных единиц. Весь Египет — так называемая у греков «хора» (др.-греч. χώρα, то есть страна, сельская местность), сохранил старое египетское разделение, но с изменёнными границами и корректировкой функций прежней администрации. Каждый ном был разделен на топархии (обычно две). Каждая топархия состояла из самых низовых административных единиц, называвшихся «ком» (др.-греч. κώμη, деревня). При этом количество топархий и ком в разных номах было неодинаковым. У Геродота и Страбона упоминается наименьшая единица деления — арура (др.-греч. ἄρουρα), мера земельной площади у греков — около 0,024 га, у египтян — около 0,2 га. Последний объясняет, что «такое точное и мелкое деление необходимо из-за постоянного смешения границ, причиняемого Нилом во время разливов».
Помимо номов были выделены три официальных полиса (др.-греч. πόλις) — привилегированных территориально-административных области городов Александрия, Птолемаида и Навкратис. Последний имел наименьшие привилегии и относился к Саисскому ному, а Александрия, как столица страны, обладала наибольшими юридическими правами самоуправления и даже считалась юридически отдельной от «хоры» (то есть не входящей в Египет, а прилежащей к нему). Особое устройство получил большой XXI ном Верхнего Египта, расположенный в Фаюме, — он стал подразделяться на три крупные части, так называемые «мериды».
Хозяйствование. Как и в Династическом Египте, хозяйственная деятельность номов была зависима от предписаний из столицы в связи с тем, что как и прежде была необходимость централизации управления единой ирригационной системой. Ирригация оставалась основой сельского хозяйства, с выделенных в номах «царских земель» урожай отправлялся в Александрию, на месте оставалось зерно в размерах прожиточного минимума. Также развивалось производство, по всей стране были размещены мастерские, принадлежащие к «царским монополиям», работники которых законодательно закреплялись за номом и не имели права уходить из него.
Администрация. 
 Руководство группы номов, обычно входящей в округ (всего было три округа — Фиваида, Гептаномида и Дельта):
- «эпистратег» — глава стратегов округа.
- «гиподиойкеты» и местные «диойкеты» — соответствовали диойкету, только рангом ниже — в округах.

Руководство нома:
- «стратег» — назначаемые царём представители его администрации, постепенно сменили номархов.
- «эконом» — возглавлял финансовое ведомство нома, подчинялся диойкету.
- «антиграфевс» — контролер при экономе, подчинялся эклогисту.
- «басиликограмматевс» — возглавлявший счетно-контрольное ведомство с обширной канцелярией и архивом царский секретарь.
- «номарх» — управляющий царскими владениями в номе, и обширными территориями — номархиями, часто не совпадавшими с границами номов.
- «эпистат» — жрец, управляющий храмами, ответственный перед правительством за выполнение храмами своих обязательств по отношению к государству.

В топархиях, а за ними и в комах, административная иерархия повторяла номовую, с полномочиями для своих административных единиц.

## Номарх
Во главе административного аппарата нома стоял номарх (др.-греч. νομάρχης), он являлся представителем фараона, а также осуществлял контроль и управление административной областью. В его полномочия входили сбор налогов, судебные функции, набор и обеспечение войск, хозяйственное администрирование.
Титул номарха иногда напрямую вручался фараоном, а иногда передавался по наследству. Обычно наследственная передача титула практиковалась во время промежуточных периодов истории Египта, когда ослабление центральной власти приводило к усилению соперничества номархов с фараонами и между собой. В такие смутные времена личные амбиции и возможности некоторых номархов позволяли им добиваться большей самостоятельности и обособления своего нома, что, в свою очередь, приводило к дроблению территории Египта и даже иногда падению власти фараона. Известны случаи узурпации номархами права на корону, некоторые из которых привели к возникновению новых сильных династий, восстанавливающих централизованную власть в стране.
В Эллинистическом Египте номархи стали постепенно уступать власть назначаемым в номы стратегам. Эти должности были введены Птолемеем I (правил 323—283 гг. до н. э.), как следствие завоевания Египта греко-македонянами. Птолемей II (правил 285—246 гг. до н. э.) окончательно распределил административные функции, номовые чиновники теперь формально подчинялись царю, а реально — назначаемому представителю царя — стратегу, к которому переходит военно-политическая власть в номе. Номарх становится управляющим царскими владениями, фактически его полномочия сводятся к функциями чиновника по сельскохозяйственному ведомству.

## Деление Верхнего Египта
- Точками обозначены столицы номов (иногда столиц у нома несколько, т.к. они могли менятся в различные периоды). Название слева от указанной точки означает, что город на левом берегу Нила, справа — на правом (исключения: 1. Абу — находился посредине реки на острове; 2. Шедит — находился в области Та-ше, совр.Файюм).
- Рядом со столицей указана римская цифра принадлежности к определённому ному. Исключения: 1. город Небит — в Династический период не был столицей нома, но возможно был главным городом некой области в рамках I нома; 2. город Шедит — был главным городом области Та-ше, которая в Династический период не выделялась в отдельный ном, а была в составе XXII ( XXI?) нома.
- Подчёркиванием и белой короной Юга (Хеджит), отмечены города, бывшие в некоторые периоды верхнеегипетскими столицами. Подчёркиванием и двойной короной (Пшент), отмечены общеегипетские столицы.

|                |                |                 |                |
| I, II, III, IV | V, VI, VII     | VIII, IX, X, XI | XII, XIII, XIV |
|                |                |                 |                |
| XV, XVII, XVII | XVIII, XIX, XX | XXI, XXII       |                |

## Деление Нижнего Египта
См также: Список номов Древнего Египта. Нижний Египет.
Граница Нижнего Египта начинается к северу от Мемфиса, когда окружающие долину Верхнего Египта скалы постепенно расступаются. Здесь русло Нила начинает распадаться на несколько рукавов, которые веерообразно расходятся к Средиземному морю. Смысловое значение термина Нижний Египет то же, что и употребляемое древними египтянами название той области — «низовье», то есть место «в низу», вниз по реке Нил.
В трудах Геродота впервые встречается греческое название Нижнего Египта — Дельта. Диодор Сицилийский объясняет происхождение этого названия схожестью устьев Нила с треугольником, похожим на греческую букву — Δ Дельта.
- Номы I, II, III Нижнего Египта
- Номы IV, V, VI Нижнего Египта
- Номы VII, VIII, IX Нижнего Египта
- Номы X, XI, XII, XV Нижнего Египта (утеряны)
- Номы XIII (№15), XIV (№16), XVI (№14) Нижнего Египта
- Номы XVII (№18), XVIII (№19) Нижнего Египта
- Номы XIX (№21) XX (№22) Нижнего Египта

## «Номовое» государство
В российском востоковедении помимо понятия ном — административная единица Древнего Египта — утвердилось предложенное И. М. Дьяконовым и В. А. Якобсоном типологическое деление государств III—II тыс. до н. э. на «номовые» и «территориальные». «Номовыми» называют государственные образования в пределах одной (реже нескольких) общин и имеющие один (крайне редко два-три) политических (религиозных) центра, также к ним примыкали сельскохозяйственные и охотничьи (иногда и рыболовные) угодья. «Территориальными» называют крупные государства, охватывающие некий речной бассейн.
Основным типом древних государств является «номовое» — фактически город-государство (в Древнем Египте к ним принадлежали мелкие царства до объединения страны). Более редким являлось «территориальное» государство, и его главной особенностью была его недолговечность. Единственным исключением стала долина Нила, где «территориальное» государство просуществовало тысячелетия, что некоторые историки связывают со специфическими природно-географическими условиями.